# 帕蒂利亞山
20°50′58″S 68°32′57″W / 20.84944°S 68.54917°W
帕蒂利亞山（Patilla），是南美洲的山峰，位於玻利維亞波托西省和智利安托法加斯塔大區之間接壤的邊境，處於伊魯普通庫火山以南，屬於安第斯山脈的一部分。